# Подзамочковский сельский совет
Подзамочковский сельский совет (укр. Підзамочківська сільська рада) — входит в состав
Бучачского района
Тернопольской области
Украины.
Административный центр сельского совета находится в 
с. Подзамочек.

## История
- 1950 — дата образования.

## Населённые пункты совета
- с. Подзамочек
- с. Звенигород
- с. Подлесье